# Murakatnal, Ramdurg
Murakatnal là một làng thuộc tehsil Ramdurg, huyện Belgaum, bang Karnataka, Ấn Độ.